# Стронцій
Стро́нцій (Sr) — хімічний елемент з атомним номером 38, а також відповідна проста речовина, лужноземельний метал. Атомна маса 87,62. Присутність в мінералі стронціаніті оксиду нового металу було встановлено у 1790 р. хіміками — шотландцем А.Кроуфордом та англійцем В.Крюйкшенком. У чистому вигляді виділений сером Гемфрі Деві у 1808 р. електролізом. У природі існує 4 стабільних ізотопи стронцію з масовими числами 84, 86, 87, 88. 

## Історія
Новий елемент виявили в мінералі стронціаніті (SrCO3), знайденому у 1764 у свинцевому руднику поблизу шотландського села Стронтіан, що дало згодом назву новому елементу. Присутність у цьому мінералі оксиду нового металу було встановлено майже через 30 років, у 1790, Адером Кроуфордом і Вільямом Крюйкшенком. Майже одночасно з ними про відкриття заявили Томас Хоп і Мартін Генріх Клапрот.
Стронцій виділено в чистому вигляді сером Гемфрі Деві у 1808 за допомогою електролізу гідроксиду стронцію.
У 1924 році Філіп Даннер винайшов більш практичний, порівняно з методикою Деві, спосіб отримання чистого стронцію — відновлення його з окисів магнієм або алюмінієм.

## Фізичні властивості
Проста речовина — стронцій. Сріблясто-білий метал, ковкий і пластичний. Належить до лужноземельних металів. 
Конфігурація кристалічної ґратки залежить від температури: нижче 215°C — кубічна гранецентрована (α-Sr) з періодом 0,6085 нм, при 215—605°C — гексагональна гранецентрована (β-Sr) з періодами а=0,432 нм, с=0,706 нм, вище 605°C — кубічна об'ємноцентрована (γ-Sr) з періодом 0.485 нм. 
Густина при 273 К — 2630 кг/м³, tплав — 768 °C, tкип — 1390 °C. 
Парамагнітний, питома магнітна сприйнятливість при 20°C — + 1,05·10-9. Питомий електричний опір — 20·10-8 Ом·м, температурний коефіцієнт опору —5,2·10-3К-1 .

## Хімічні властивості
Стронцій подібний до кальцію і барію, займаючи проміжне положення між ними. Типовий ступінь окиснення +2, проте відома сполука з +1 — монофлюорит стронцію FSr. Окисно-відновний потенціал ε=-2.89 В. Електрохімічний еквівалент — 0,45404 мг/Кл.
Хімічно активний, швидко окиснюється на повітрі, покриваючись плівкою окису SrO, що сповільнює подальше окиснення, проте не зупиняє його, тому металічний стронцій зберігається під шаром керосину або масла. При нагріванні у повітрі горить з утворенням окису і нітриду (Sr3N2) стронцію, порошкоподібний стронцій може самозайматись. Слабко реагує з водою з виділенням водню, утворюючи гідроксид стронцію Sr(OH)2.
При температурі вище 300-400°C взаємодіє з воднем, азотом, фосфором, сіркою, карбоном і галогенами. Слабко реагує з концентрованими азотною і сульфатною кислотою і енергійно — з розбавленими. 
При температурі вище 500°C і тиску 15 МПа реагує з киснем з утворенням пероксиду стронцію SrO2.

## Поширення
Середній вміст стронцію в земній корі 3,4•10−2% (мас). Відомо близько 40 мінералів стронцію, найважливішими з яких є целестин SrSO4 і стронціаніт SrCO3, які переважно зустрічаються в осадових та гідротермальних утвореннях. Крім цього практично завжди присутній в мінералах кальцію, калію і барію, входячи у вигляді ізоморфної домішки в їх кристалічні ґратки.

## Ізотопи
Природній стронцій складається з чотирьох різних ізотопів. Всі вони стабільні.
| Масове число | Частка у природному стронції | Період напіврозпаду |
| ------------ | ---------------------------- | ------------------- |
| 84           | 0,56 %                       | ∞                   |
| 86           | 9,86 %                       | ∞                   |
| 87           | 7,00 %                       | ∞                   |
| 88           | 82,58 %                      | ∞                   |

Загалом відомо 38 ізотопів стронцію з масовими числами від 73 до 107, 3 з яких — метастабільні.
З нестабільних ізотопів, найбільші періоди напіврозпаду мають Sr90 (28,9 років) і Sr85 (65 днів).

## Отримання

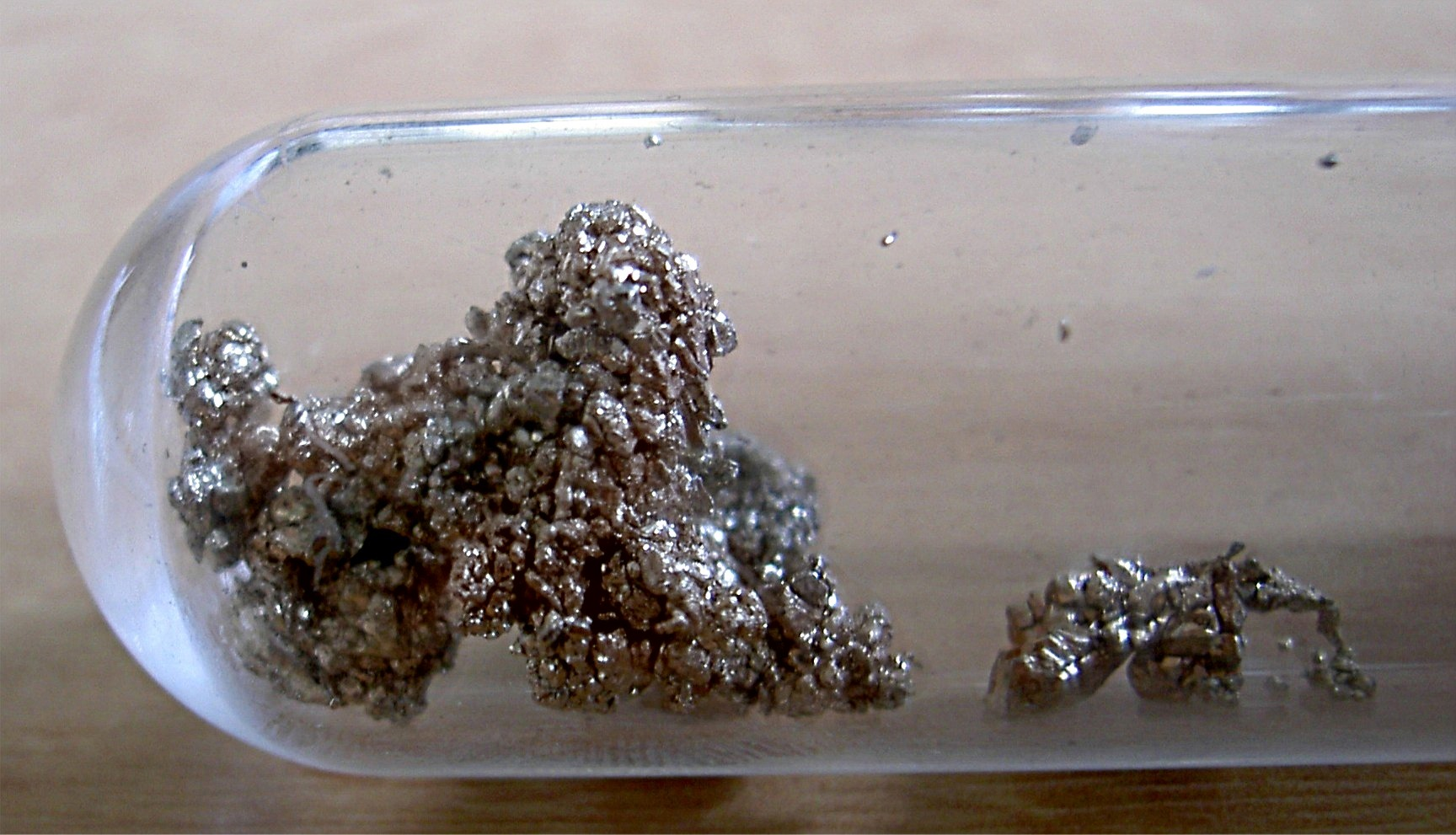
Елементарний Стронцій

Існують 3 способи отримання металевого стронцію:
- термічне розщеплення деяких сполук
- електроліз
- відновлення оксиду або хлориду стронцію

Основним промисловим способом отримання металевого стронцію є термічне відновлення його оксиду алюмінієм. Далі отриманий стронцій очищається за допомогою процесу сублімації.

## Застосування
Стронцій застосовується в промисловості як легуюча добавка до сплавів на основі магнію, алюмінію, свинцю, нікелю та міді. Стронцій входить до складу гетерів. Сполуки стронцію застосовуються в піротехніці (надають вогню червоного забарвлення), входять до складу люмінесцентних матеріалів, як емісійне покриття радіоламп, при виготовленні скла тощо. Титанат стронцію SrTiO3 використовують при виготовленні діелектричних антен, п'єзоелементів, малогабаритних нелінійних конденсаторів, як датчики інфрачервоного випромінювання. Препарати з вмістом ізотопу 90Sr застосовуються при променевій терапії шкірних та при деяких очних хворобах.
Застосовують для виготовлення люмінофорів, окремі ізотопи — у променевій терапії тощо. Радіоактивний ізотоп 90Sr утворюється в атомних реакторах. Ізотоп 87Sr накопичується в природі за рахунок розпаду радіоактивного Rb. Накопичення 87Sr у рубідійвмісних гірських породах використовується для визначення їх віку за стронцієвим методом.

## Біологічна роль
Стронцій не відіграє значної біологічної ролі, і не є небезпечним у концентраціях, що зустрічаються в природі. У організмі людини стронцій поводить себе подібно до кальцію і має підвищену концентрацію в кістках. У нормальних умовах, людина щодня споживає близько 3,3 міліграмів стронцію (2 мг з водою і решту — з їжею). Надмірне надходження стронцію (більше 500 мг на кілограм ваги за день) може призводити до порушення розвитку кісток у дітей і тварин (такі порушення відомі під назвами стронцієвий рахіт, урівська хвороба і хвороба Кашина-Бека). Концентрація стронцію в людському тілі становить близько 4,6 мільйонних, причому 99% стронцію сконцентровано в кістках і зубах. Рекомендована максимальна концентрація стронцію у питній воді становить 4 мг\л.
Значно більш небезпечним є ізотоп стронцію 90Sr з періодом напіврозпаду 28,8 років, що утворюється при багатьох ядерних реакціях, а при ядерних вибухах, або через викид радіоактивних відходів — потрапляє до навколишнього середовища. Він утворює добре розчинний у воді гідрокарбонат Sr(HCO3)2, активно мігрує до ґрунту, накопичується в рослинах і організмах тварин. При потраплянні в організм людини можливе ураження кісткової тканини і клітин печінки, лейкемія, та інші радіаційні ушкодження.
Акантарії (група морських радіолярій) утворюють скелети з сульфату стронцію.